# Ponte dei Tre Archi
Il ponte dei Tre Archi, o, con il nome antico, ponte di san Giobbe, è uno dei maggiori ponti di Venezia, insieme al ponte delle Guglie e dopo i quattro ponti sul Canal Grande (Rialto, Scalzi, Accademia e il Ponte della Costituzione). È ubicato nel sestiere di Cannaregio.
Il ponte attraversa il Canale di Cannaregio presso la chiesa di san Giobbe ed è caratterizzato da una struttura a tre arcate, due laterali di piccole dimensioni e una centrale di più ampie dimensioni. 
Il primo ponte era in legno con levatoi al centro per permettere il passaggio delie imbarcazioni con alberatura, come era il primo ponte di Rialto o delle Guglie, e fu ricostruito in pietra nel 1503 senza spallette ed ampi gradini. Il ponte dei Tre Archi venne ricostruito nel 1688 da Andrea Tirali (1660 ca. - 1737), architetto e proto al Magistrato alle Acque, il quale ne conservò approssimativamente la linea.
Essendo oggi l'unico esempio rimasto di ponte veneziano a tre arcate, si è affermato l'uso di indicarlo con questa sua caratteristica: in passato esistevano sicuramente altri ponti veneziani con questa tipologia; per esempio nel XV secolo era a tre archi anche il ponte di San Lorenzo nel sestiere di Castello, come documentato nel dipinto di Gentile Bellini Miracolo della Croce caduta nel canale di San Lorenzo esposto presso le Gallerie dell'Accademia. Anche il progetto per la costruzione del nuovo Ponte di Rialto fatto da Andrea Palladio presentava una struttura a tre archi.
Sempre in epoca passata il ponte, come quasi tutti i ponti veneziani, era privo delle spallette di protezione e dotato di gradini molto più lunghi e più bassi, caratteristiche queste che gli conferivano una particolare eleganza come documentato dalle stampe del periodo.
Fu restaurato radicalmente nel 1794 e dal Magistrato alle Acque nel 1980, come attestano le iscrizioni poste ai lati del ponte.

## Galleria d'immagini

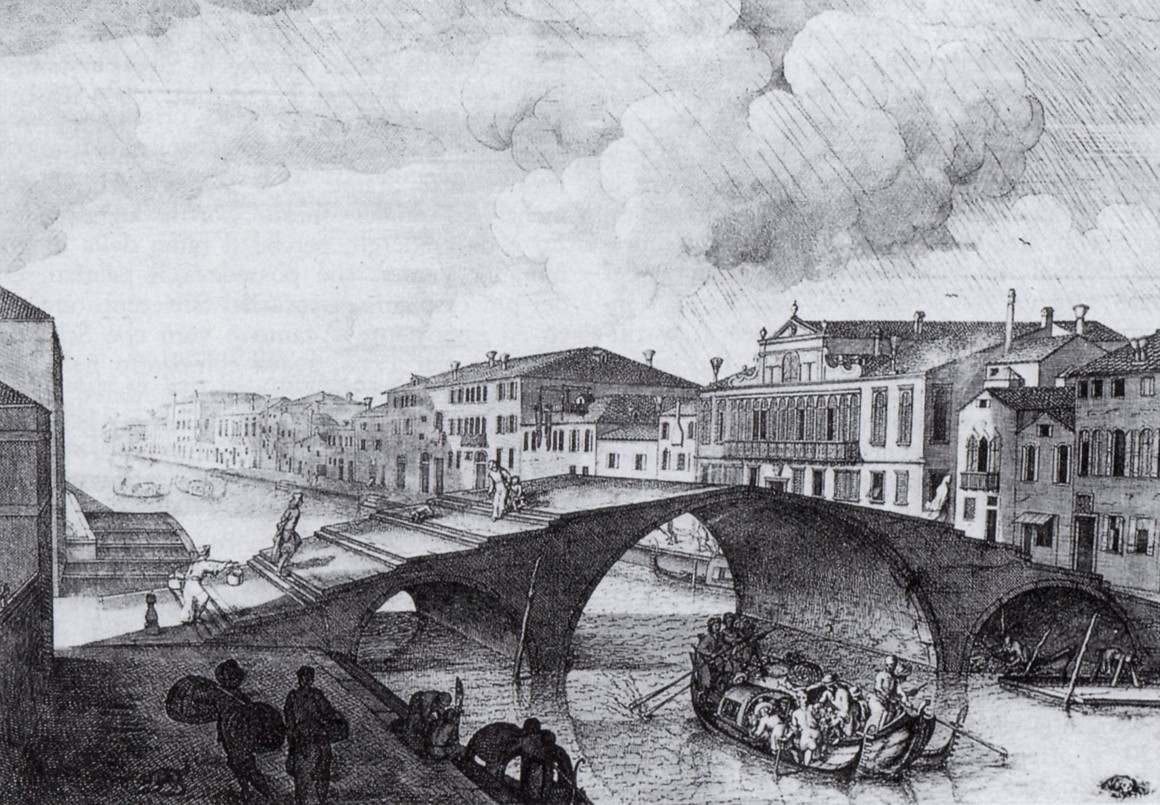
Domenico Lovisa, Ponte dei Tre Archi
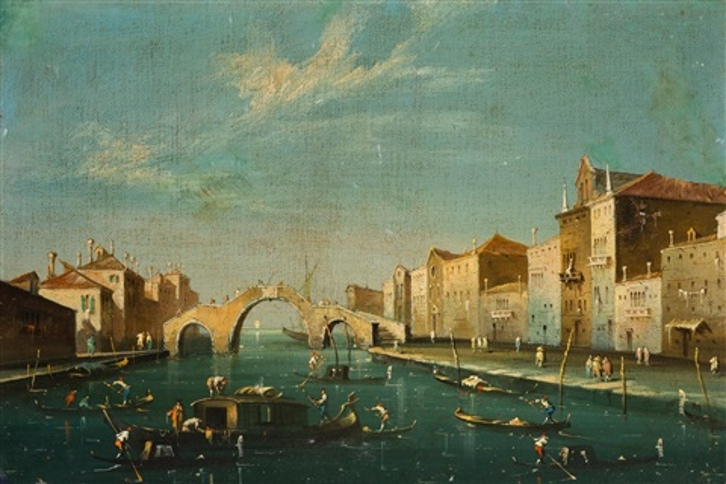
Seguace del Guardi, Ponte Tre Archi
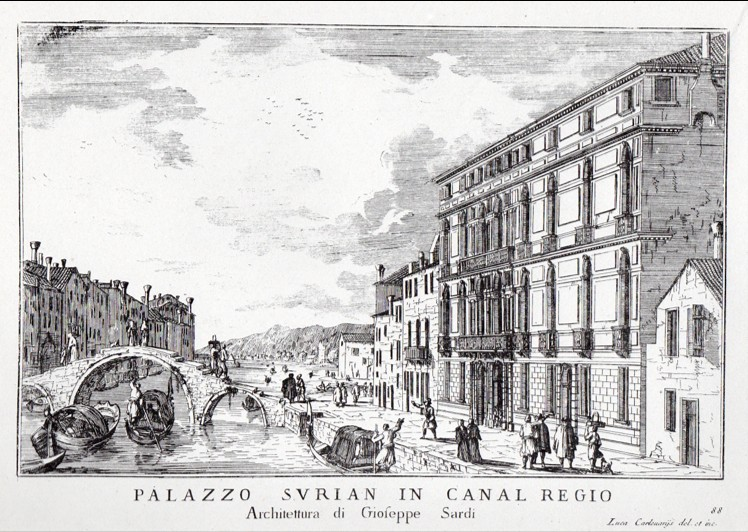
Luca Carlevarijs, Ponte dei Tre Archi, 1703
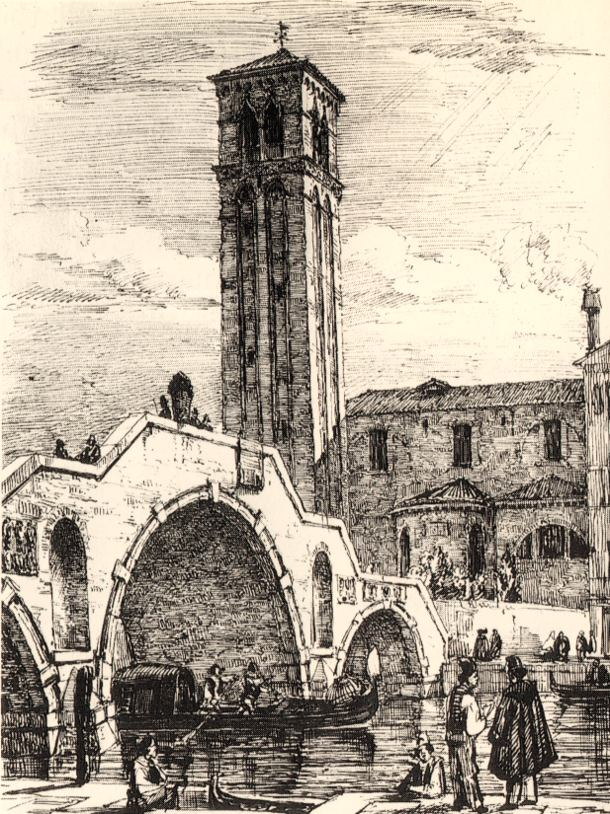
Giovanni Pividor, Ponte Tre Archi
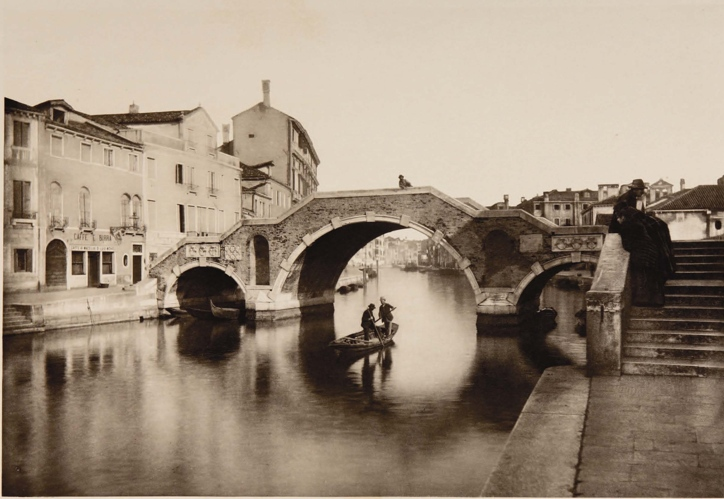
Ongania, Ponte Tre Archi